# Antonov An-32
Antonov An-32 (NATO naziv: Cline) je vojni transportni zrakoplov s dva turbo-prop motora.
Izrađen je na osnovi An-26 na koji su ugrađeni skoro dvostruko jači motori. Proizvedeno je 357 zrakoplova a prvi let bio je 1976. godine. Visoko smješteni nosači motora iznad krila omogućili su ugradnju elisa s krakovima većeg dijametra. Većim elisama i snažnijim motorima zrakoplov je dobio izvrsne osobine uzlijetanja i leta, pogotovo na aerodromima u tropskim krajevima i na većim nadmorskim visinama, odnosno u uvjetima gdje turboelisni motori znatno gube na snazi. Teretna inačica može ponijeti do 6.700 kg tereta koji se u 12,48 m dugi, 2,30 m širok i 1,84 m visok prostor utovaruje preko spuštene "rampe" u repnom dijelu zrakoplova. Putnička inačica ima 55 sjedala.

## Tehničke karakteristike
Izvori podataka: Jane's All The World's Aircraft,1988-89
Osnovne karakteristike
- posada: 3
- kapacitet: >br/>
  - 42 putnika
  - 50 padobranaca
  - 24 nosila + 3 pripadnika medicinskog osoblja
- dužina: 23,78 m
- raspon krila: 29,20 m
- površina krila: 75 m2
- visina: 8,75 m

Letne karakteristike
- najveća brzina: 540 km/h
- ekonomska brzina: 480 km/h
- dolet: 2.500 km
- brzina penjanja: 6,4 m/s
- najveća visina leta: 9.500 m
- motor: 2× ZMKB Progress AI-20DM turbo-prop motora

### Inačice
- An 32-300 s motorima od 3.424 kW.
- An 32-M s motorima od 5.593 kW.

## Vanjske poveznice
- Službena stranica - antonov.com
- An-32 u indijskom zrakoplovstvu bharat-rakshak.com